# 水無田気流
水無田 気流（みなした きりう、女性、1970年3月4日 - ）は、日本の詩人で社会学者。國學院大學経済学部教授。主な研究分野はジェンダー論、文化社会学・家族社会学。
神奈川県相模原市出身、東京都在住。早稲田大学大学院社会科学研究科博士後期課程単位取得満期退学。社会学の分野では、本名の田中 理恵子（たなか りえこ）名義の著作もある。夫は社会学者の田中人（たなか まさと）。
主な著作に『無頼化した女たち』(2014年)、詩集『音 速 平 和 sonic peace』(2005年)など、本名の田中理恵子名義で『平成幸福論ノート』(2011年)がある。

## 略歴
1970年、神奈川県相模原市のベッドタウンでサラリーマンの父と専業主婦の母との間に産まれた。
2002年から水無田気流の筆名で『現代詩手帖』（思潮社）に詩作品の投稿をはじめ、2003年に第41回現代詩手帖賞を受賞。2005年に第一詩集『音速平和 sonic peace』（思潮社）を上梓、翌年同作で第11回中原中也賞受賞。2008年、第二詩集『Z境』で第49回晩翠賞受賞。
なおこの筆名は、中原中也の「蝉」にある「水無河原」と、松尾芭蕉の「不易流行」をとり、当て字にしたものである。
また詩作と並行して社会学の研究を続け、早稲田大学大学院社会科学研究科地球社会論専攻、および中央大学大学院文学研究科哲学専攻の修士課程を修了し、それぞれの大学から修士（学術）、修士（哲学）の学位を得ている。2008年には初の単著『黒山もこもこ、抜けたら荒野：デフレ世代の憂鬱と希望』（光文社新書）を出版した。
東京工業大学世界文明センターのフェロー、桐蔭横浜大学スポーツ健康政策学部非常勤講師、亜細亜大学経営学部兼任講師、立教大学社会学部兼任講師を経て、2016年4月より國學院大學経済学部教授。
2013年4月～2015年3月、朝日新聞書評委員。2018年1月～2019年12月『ユリイカ』（青土社）にて新人投稿欄「今月の詩」の選者を務め、「ユリイカの新人」として小林瑞枝（18年）、ゆずりはすみれ（19年）を選出している。

## 活動・主張・エピソード
- 「後ろ向きの男女平等」という言葉を作った[11]。
- 選択的夫婦別姓制度導入に賛成。「選択的夫婦別姓が導入されても、恐らく多数派は選択しないと考えられる。だが、切実に必要とする人たちがいることも事実だ。だがなぜこの国では、『他人の生き方』まで拘束したいという意見が多いのか。」と述べる[12]。

## 著書

### 詩集
- 『音速平和 sonic peace』（思潮社、2005年 - 第11回中原中也賞）ISBN　978-4-7837-1991-5
- 『Z境』（思潮社、2008年 - 第49回晩翠賞）ISBN　978-4-7837-3065-1

### 社会学
- 『黒山もこもこ、抜けたら荒野：デフレ世代の憂鬱と希望』（光文社<光文社新書>、2008年）ISBN　978-4-334-03434-4
- 『無頼化する女たち』(洋泉社<新書y>、2009年)　ISBN　978-4-86248-438-3
- 『平成幸福論ノート：変容する社会と「安定志向の罠」』田中理恵子(光文社新書、2011年)　ISBN 978-4-334-03611-9
- 『無頼化した女たち』亜紀書房、2014年。ISBN　978-4-7505-1403-1
- 『シングルマザーの貧困』光文社新書、2014年。ISBN　978-4-334-03827-4
- 『「居場所」のない男、「時間」がない女』日本経済新聞出版社、2015年。ISBN　978-4-532-16955-8／⇒　『同』ちくま文庫版、2020年。ISBN　978-4-480-43656-6
- 『背表紙の社会学』青土社、2020年。ISBN　978-4-7917-7324-4
- 『多様な社会はなぜ難しいか：日本の「ダイバーシティ進化論」』日経BP日本経済新聞出版本部、2021年。ISBN 978-4-532-17700-3

### 共著
- 『雅子さま論争』（森暢平・香山リカ・白河桃子・小田嶋隆・湯山玲子・信田さよ子）洋泉社<新書y>、2009年。ISBN　978-4-86248-410-9
- 『母と娘はなぜこじれるのか』（斎藤環編著、田房永子・角田光代・萩尾望都・信田さよ子）NHK出版、2014年。ISBN　978-4-14-081627-1
- 『非婚ですが、それが何か!?：結婚リスク時代を生きる』（上野千鶴子） ビジネス社、2015年。ISBN　978-4-8284-1840-7
- 『社会を究める』 (スタディサプリ　三賢人の学問探究ノート：今を生きる学問の最前線読本②）（若新雄純・小川仁志）ポプラ社、2020年。ISBN　978-4-591-16577-5

## 田中理恵子としての活動
- クローズアップ現代「大人も“かわいい！”」(NHK、2010年5月13日)
- 『平成幸福論ノート：変容する社会と「安定志向の罠」』光文社新書、2011年。ISBN 978-4-334-03611-9

## テレビ
- NEWS WEB（2015年3月31日 - 、NHK総合テレビジョン） - ネットナビゲーター（金曜日担当4期生）
- 朝まで生テレビ!（テレビ朝日） - 不定期